# Red Blooded Woman
»Red Blooded Woman« je pop-R&B pesem avstralske pevke Kylie Minogue. Napisala sta jo britanska tekstopisca Karen Poole in Johnny Douglas in izšla je preko devetega glasbenega albuma Kylie Minogue, Body Language (2003). Pesem je Johnny Douglas tudi produciral, pesem sama pa je s strani glasbenih kritikov prejela mešane ocene. Izdan v prvi četrtini leta 2004 je singl zasedel prvo mesto romunske, eno izmed prvih petih na avstralski in britanske ter eno izmed prvih desetih danske, irske in španske glasbene lestvice. V Veliki Britaniji je pesem »Red Blooded Woman« ob izidu požela precej uspeha na Billboardovih plesnih lestvicah; zasedla je vrh lestvice Billboard Hot Dance Airplay.

## Dosežki na lestvicah
1. marca 2004 je pesem »Red Blooded Woman« izšla v Združenem kraljestvu. Ko je pesem debitirala na petem mestu britanske glasbene lestvice, je postala triindvajseti singl Kylie Minogue, ki je na tej lestvici zasedel eno izmed prvih petih mest. Takrat sta bila mnogo uspešnejša od te pesmi dva singla: pesem »Toxic« Britney Spears in pesem »Amazing« Georgea Michaela, ki sta na lestvici takrat zasedli prvo in četrto mesto. Pesem »Red Blooded Woman« je na enem izmed prvih petinsedemdesetih mest lestvice ostala še devetnajst tednov. Poleg tega je veliko uspeha požela tudi drugod po svetu.
Pesem je zasedla tudi eno izmed prvih desetih mest na glasbenih lestvicah v Italiji, Španiji, na Danskem, Irskem in v Avstraliji, kjer je debitirala na četrtem mestu. Poleg tega se je uvrstila med eno izmed prvih dvajsetih mest na nemški, švicarski, finski in novozelandski glasbeni lestvici, kjer je pesem 21. marca 2004 debitirala na štiriintridesetem in nazadnje zasedla devetnajsto mesto.
Ker so predhodniki te pesmi precej komercialnega in kritičnega uspeha, se je Kylie Minogue odločila, da bo pesem »Red Blooded Woman« izdala tudi v Združenih državah Amerike. Že v letih 2001 in 2003 je v ameriških klubih požela veliko uspeha s pesmima »Can't Get You Out of My Head« in »Slow«. Pesem »Red Blooded Woman« je postala njena šesta zaporedna pesem, ki je zasedla eno izmed prvih štirideset mest na Billboardov lestvici Hot Dance Club Play, kjer je zasedla štiriindvajseto mesto. Poleg tega je precej uspeha požela tudi na lestvici Billboard Hot Dance Airplay, kjer je zasedla prvo mesto. Pesem pa na drugih področjih ni bila preveč uspešna, zato se sploh ni uvrstila na lestvico Billboard Hot 100. Kljub temu pa so jo predvajali na najrazličnejših radijskih postajah, med drugim tudi na losangeleškem KIIS-FM-u.

## Nastopi v živo
Kylie Minogue je s pesmijo nastopila na naslednjih koncertnih turnejah:
- Showgirl: The Greatest Hits Tour (skupaj s pesmijo »Where the Wild Roses Grow«)
- Showgirl: The Homecoming Tour (skupaj s pesmijo »Where the Wild Roses Grow«)
- North American Tour 2009 (skupaj s pesmijo »Where the Wild Roses Grow«)

Poleg tega je Kylie Minogue s pesmijo nastopila tudi na televizijskem koncertu Money Can't Buy (2003).

## Kath & Kim
Pesem »Red Blooded Woman« je bila dvakrat vključena v epizodo avstralske televizijske serije Kath & Kim. Prvič so jo vključili v televizijsko serijo z epizodo »Foxy on the Run«, in sicer v prizoru, ko Kel sredi krize srednjih let v svojem rumenem »športnem« avtomobilu predvaja pesem »Red Blooded Woman«, drugič pa v epizodi »98% Fat Free«, v kateri je kot Epponnee, Kimina odrasla hči, zaigra tudi Kylie Minogue. V tej epizodi Kim sama na karaoke zapoje pesem »Red Blooded Woman«.

## Seznam verzij
Britanski CD s singlom 1 in evropski CD s singlom 1 & CD s singlom 3
1. »Red Blooded Woman« – 4:21
2. »Almost a Lover« – 3:40

Britanski CD s singlom 2
1. »Red Blooded Woman« – 4:21
2. »Cruise Control« – 4:55
3. »Slow« (remix Chemical Brothers) – 7:03
4. »Red Blooded Woman« (videospot)

Britanska gramofonska plošča s singlom
1. »Red Blooded Woman« (Whiteyjev remix) – 5:20
2. »Slow« (remix Chemical Brothers) – 7:03
3. »Red Blooded Woman« (remix Narcotic Thrust) – 7:10

Avstralski CD s singlom
1. »Red Blooded Woman« – 4:21
2. »Cruise Control« – 4:55
3. »Almost a Lover« – 3:40
4. »Slow« (remix Chemical Brothers) – 7:13
5. »Red Blooded Woman« (Whiteyjev remix) – 5:20
6. »Red Blooded Woman« (videospot)

## Dosežki in certifikacije
| Lestvica (2004)                                          | Dosežek |
| -------------------------------------------------------- | ------- |
| Avstralija (ARIA)                                        | 4       |
| Avstrija (Ö3 Austria Top 75)                             | 23      |
| Belgija (Flandrija; Ultratop 50)                         | 29      |
| Belgija (Valonija; Ultratop 40)                          | 20      |
| Danska (Tracklisten)                                     | 10      |
| Evropa (European Hot 100 Singles)                        | 8       |
| Finska (Suomen virallinen lista)                         | 12      |
| Francija (SNEP)                                          | 33      |
| Nemčija (Media Control AG)                               | 16      |
| Madžarska (Mahazs)                                       | 3       |
| Irska (IRMA)                                             | 9       |
| Italija (FIMI)                                           | 10      |
| Nizozemska (Mega Single Top 100)                         | 21      |
| Nova Zelandija (RIANZ)                                   | 19      |
| Španija (PROMUSICAE)                                     | 8       |
| Švedska (Sverigetopplistan)                              | 28      |
| Švica (Schweizer Hitparade)                              | 15      |
| Združeno kraljestvo (Official Charts Company)            | 5       |
| Združene države Amerike (Billboard Hot Dance Club Songs) | 24      |

| Leto | Država                                 | Dosežek |
| ---- | -------------------------------------- | ------- |
| 2004 | Združeno kraljestvo (UK Singles Chart) | 54      |

### Ostali pomembnejši dosežki
| Predhodnik: »Pentru dragoste« od Classa »Leben... I Feel You« od Schillerja skupaj s Petrom Heppnerjem | Prvo mesto na romunski glasbeni lestvici 10. maj 2004 (prvi krog) 24. maj 2004 (drugi krog)        | Naslednik: »Leben... I Feel You« od Schillerja skupaj s Petrom Heppnerjem |
| Predhodnik: »As the Rush Comes« od Motorcyclea                                                         | Prvo mesto na ameriški glasbeni lestvici (Billboard Hot Dance Airplay) 15. maj 2004 – 22. maj 2004 | Naslednik: »Straight Ahead« od Tube & Bergerja skupaj s Chrissie Hynde    |